# Volkartia rhaetica
Volkartia rhaetica är en svampart som först beskrevs av Volkart, och fick sitt nu gällande namn av René Charles Maire 1909. Volkartia rhaetica ingår i släktet Volkartia och familjen Protomycetaceae.   Inga underarter finns listade i Catalogue of Life.